# Sainte-Marcelline-de-Kildare
Sainte-Marcelline-de-Kildare est une municipalité dans la municipalité régionale de comté de Matawinie au Québec (Canada), située dans la région administrative de Lanaudière. Elle est traversée du nord au sud par la route 343.

## Toponymie
Elle est nommée en l'honneur de Marcelline de Milan, sœur de l'évêque Ambroise, et de la ville irlandaise de Kildare.

## Géographie
La municipalité est située dans Lanaudière.
À partir du lac des Français, dans le nord de la municipalité, la rivière Blanche traverse le village vers le sud-est.

## Démographie
| 1991  | 1996  | 2001  | 2006  | 2011  | 2016  | 2021  |
| ----- | ----- | ----- | ----- | ----- | ----- | ----- |
| 1 102 | 1 221 | 1 279 | 1 423 | 1 567 | 1 594 | 1 795 |

## Administration
Les élections municipales se font en bloc pour le maire et les six conseillers.
| Sainte-Marcelline-de-Kildare Maires depuis 2003                                                                      |                 |         |          |
| Élection | Maire           | Qualité | Résultat |
| 2003 | Gaétan Morin    |         | Voir     |
| 2005 | Gaétan Morin    | Voir    |          |
| 2009 | Gaétan Morin    | Voir    |          |
| 2013 | Gaétan Morin    | Voir    |          |
| 2017 | Gaétan Morin    | Voir    |          |
| 2021 | Émilie Boisvert |         | Voir     |
| Élection partielle en italique Depuis 2005, les élections sont simultanées dans toutes les municipalités québécoises |                 |         |          |

## Attraits
Chaque année, fin septembre, a lieu le Festival des Artisans.
Sainte-Marcelline-de-Kildare abrite une station météorologique[réf. nécessaire] qui diffuse les prévisions du temps pour Joliette et l'ensemble de la région de Lanaudière au Québec.
L'église Sainte-Marcelline-de-Kildare accueille divers spectacles culturels, notamment des concerts et des événements musicaux, grâce à son acoustique exceptionnelle et son ambiance historique.

## Éducation
La Commission scolaire des Samares administre les écoles francophones:
- École de Sainte-Marcelline[5]

La Commission scolaire Sir Wilfrid Laurier administre les écoles anglophones:
- École primaire Rawdon à Rawdon[6]
- École secondaire Joliette à Joliette[7]